# Pentaschistis pallida
Pentaschistis pallida är en gräsart som först beskrevs av Carl Peter Thunberg, och fick sitt nu gällande namn av Hans Peter Linder. Pentaschistis pallida ingår i släktet Pentaschistis och familjen gräs. Inga underarter finns listade i Catalogue of Life.